# Quai de Gesvres
Le quai de Gesvres est une voie située sur la rive droite de la Seine, à Paris, dans le quartier Saint-Merri du 4e arrondissement. Il est prolongé en amont par le quai de l'Hôtel de Ville et en aval par le quai de la Mégisserie.

## Situation et accès
Ce site est desservi par les lignes 1 et 11 à la station de métro Hôtel de Ville et par les lignes 1, 4, 7, 11 et 14 à la station Châtelet.

## Origine du nom
Le nom rappelle que ce quai a été construit sur des terrains concédés par Louis XIII à René Potier de Tresmes, marquis de Tresmes, devenu duc en 1648, et dont le fils fit changer le nom de Tresmes en Gesvres (ou Gêvres), seigneurie que la famille avait acquise.

## Historique

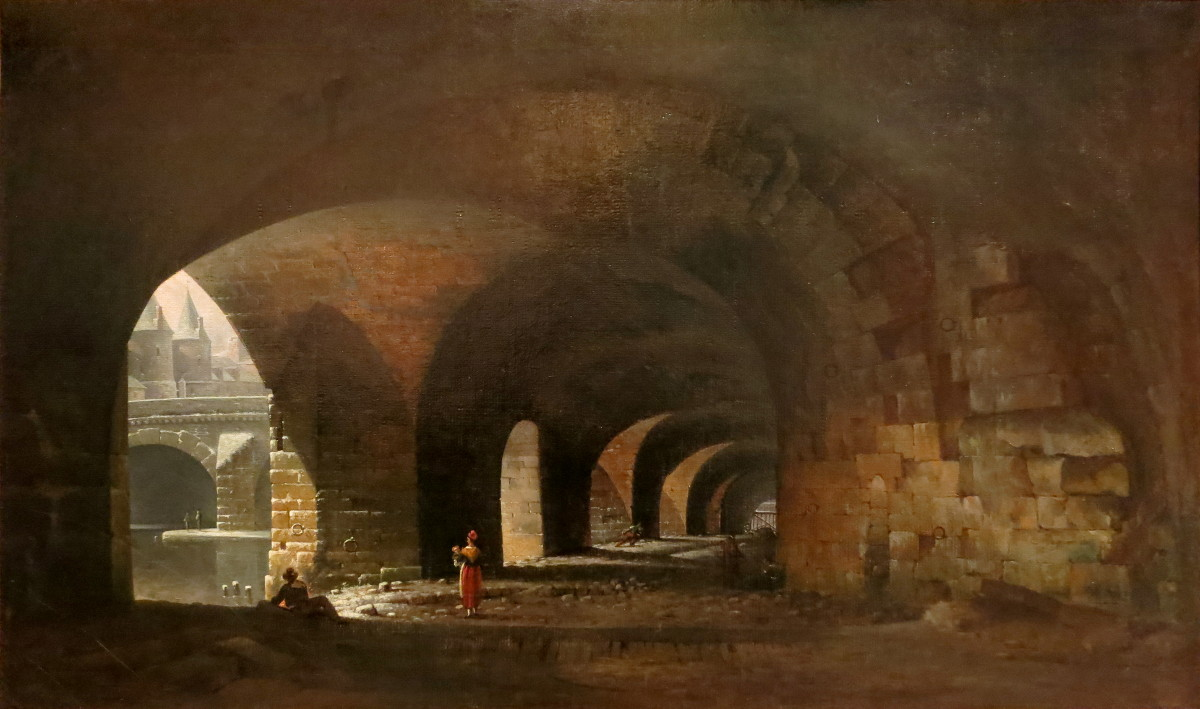
Jacques Auguste Regnier, La Voûte du quai de Gesvres (1815), Paris, musée Carnavalet.

L'ancien quai de Gesvres, bâti sur des terrains concédés par le roi Louis XIII à René Potier de Tresmes, devenu duc et pair, et dont le fils fit changer le nom de Tresmes en Gesvres, sera construit entre la rue Saint-Martin et la place du Châtelet, en vertu de lettres patentes de février 1642 et du 30 août 1642 entre le pont Notre-Dame et le pont au Change. La destruction des maisons qui le séparaient de la rue de Gesvres, en 1786, permettra de l'élargir. 
Le quai a été construit sur une galerie voûtée inondable, afin de ne pas rétrécir le lit de la Seine. Lorsque la Seine n'était pas en crue, cette galerie, qu'on dénomma « canal des Cagnards », accueillait les promeneurs pendant la journée mais était fréquentée par les brigands la nuit : il fut décidé en 1727 de fermer la nuit la galerie par des grilles. En 1830, l'éclairage est encore assuré par des réverbères fonctionnant à l'huile.

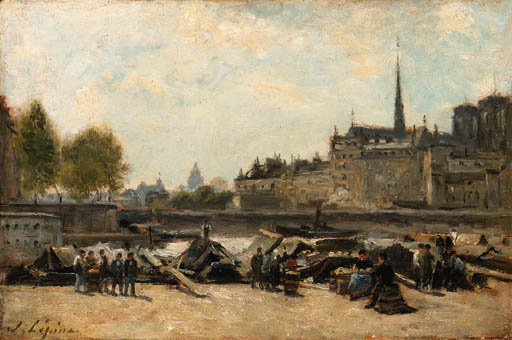
Le Marché aux pommes, Quai de Gesvres et Quai de l'Hôtel-de-Ville, près du Pont d'Arcole,
Stanislas Lépine, 1884-1888,
collection privée, vente 2000.

En 1831, dans l'article « Quais » de l'ouvrage intitulé Le Guide des sergens de ville et autres préposés de l'administration de la police, on lit que : « Le quai de Gèvres doit appeler d'une manière particulière l'attention des agens de l'Administration de la Police, sous le rapport de sa fréquentation par des mauvais sujets qui y affluent autour des arracheurs de dents et des marchands [de] comestibles, et y commettent journellement des filouteries. Ce quai, par sa situation, près des quartiers populeux, et son exposition au soleil du midi, est le rendez-vous des oisifs, pendant les saisons froides ou tempérées. »
Le canal des Cagnards fut remanié en 1853 lors de la reconstruction du pont Notre-Dame puis presque entièrement remblayé en 1860 et 1861. Le tunnel de la ligne 7 du métro passe dans l'ancienne galerie dont on retrouva des vestiges lors de sa construction dans les années 1920.

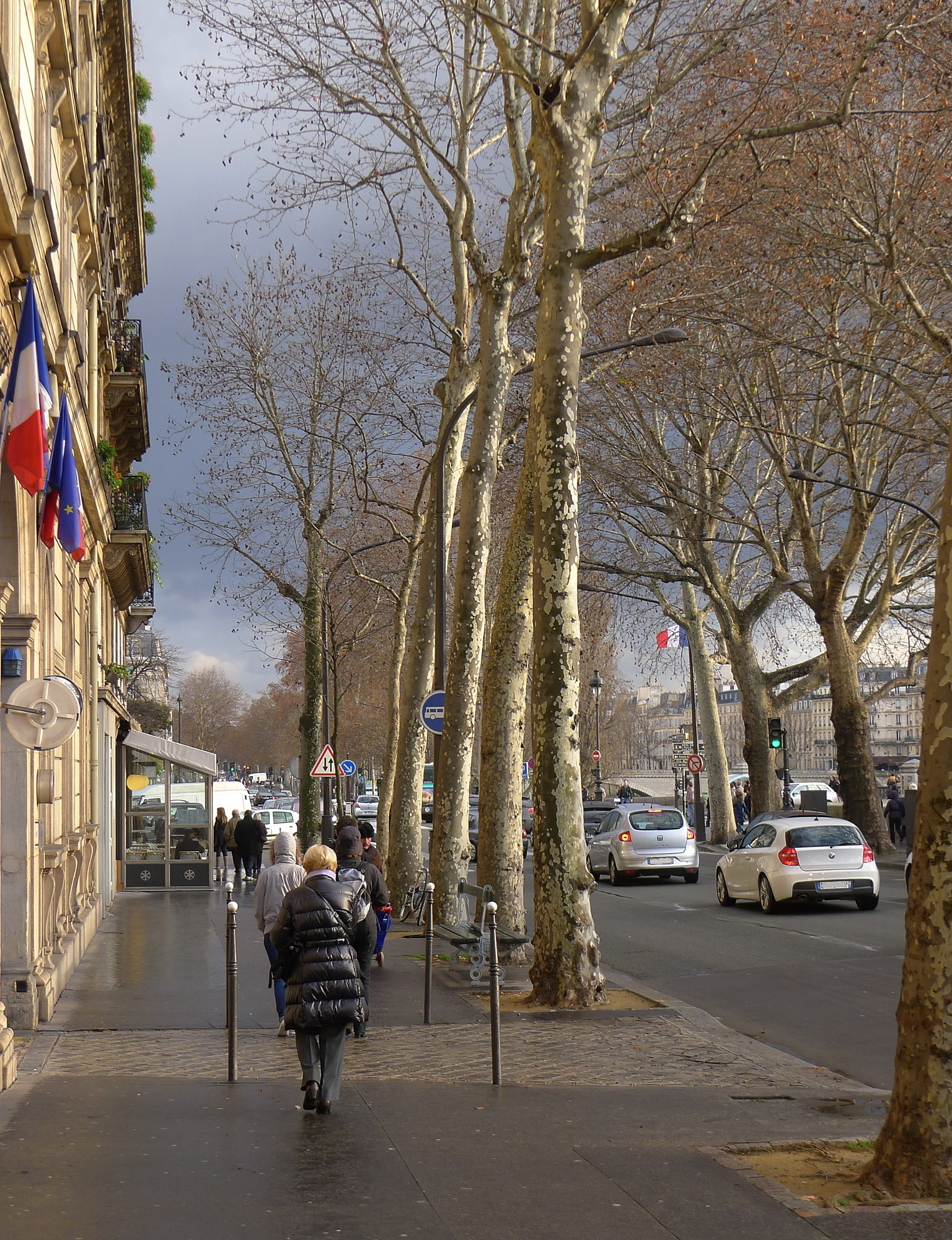
Le quai de Gesvres en 2011.

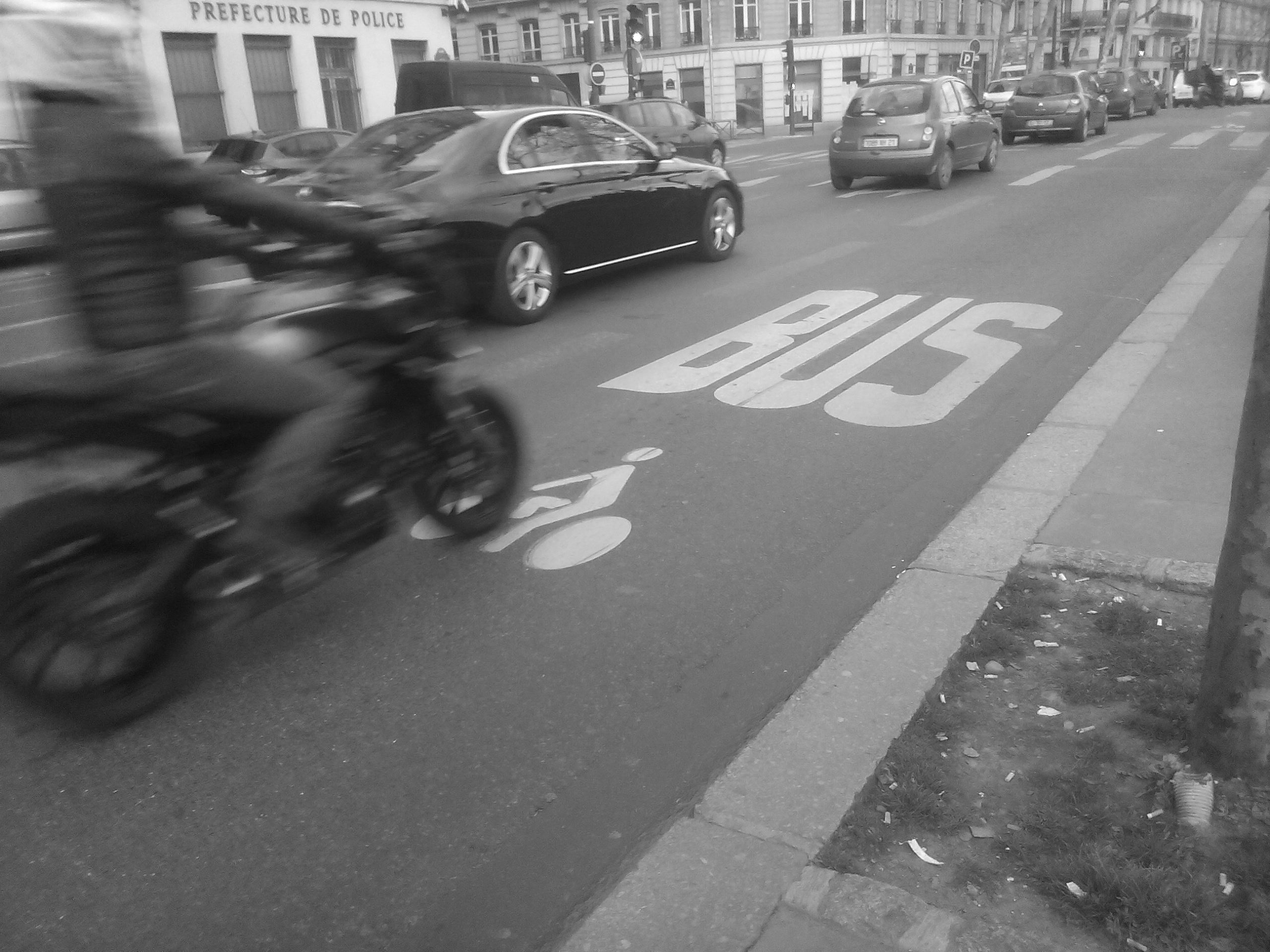
Le quai, à hauteur de l'annexe de la préfecture de police de Paris.

Le quai Le Pelletier et l'ancien quai de Gesvres seront réunis par un arrêté du 2 avril 1868.

## Bâtiments remarquables et lieux de mémoire
- L'administration du théâtre de la Ville, qu'il borde.
- No 4-6 : Assistance publique - Hôpitaux de Paris ou APHP (façade principale au 3, avenue Victoria) jusqu'en 2022.
Le site, également accessible par le 3 place de l'Hôtel-de-Ville, voit s'installer à partir de 2023, de façon transitoire, Les Arches citoyennes. Il s'agit d'un tiers-lieu destiné aux artistes, artisans ou encore associations répartis sur 30 000 m2. Les bâtiments doivent ensuite être réaménagés afin d'accueillir des logements sociaux, une halte destinée aux femmes victimes de violences et un restaurant solidaire[7],[8].
- No 12 : annexe de la préfecture de police de Paris.

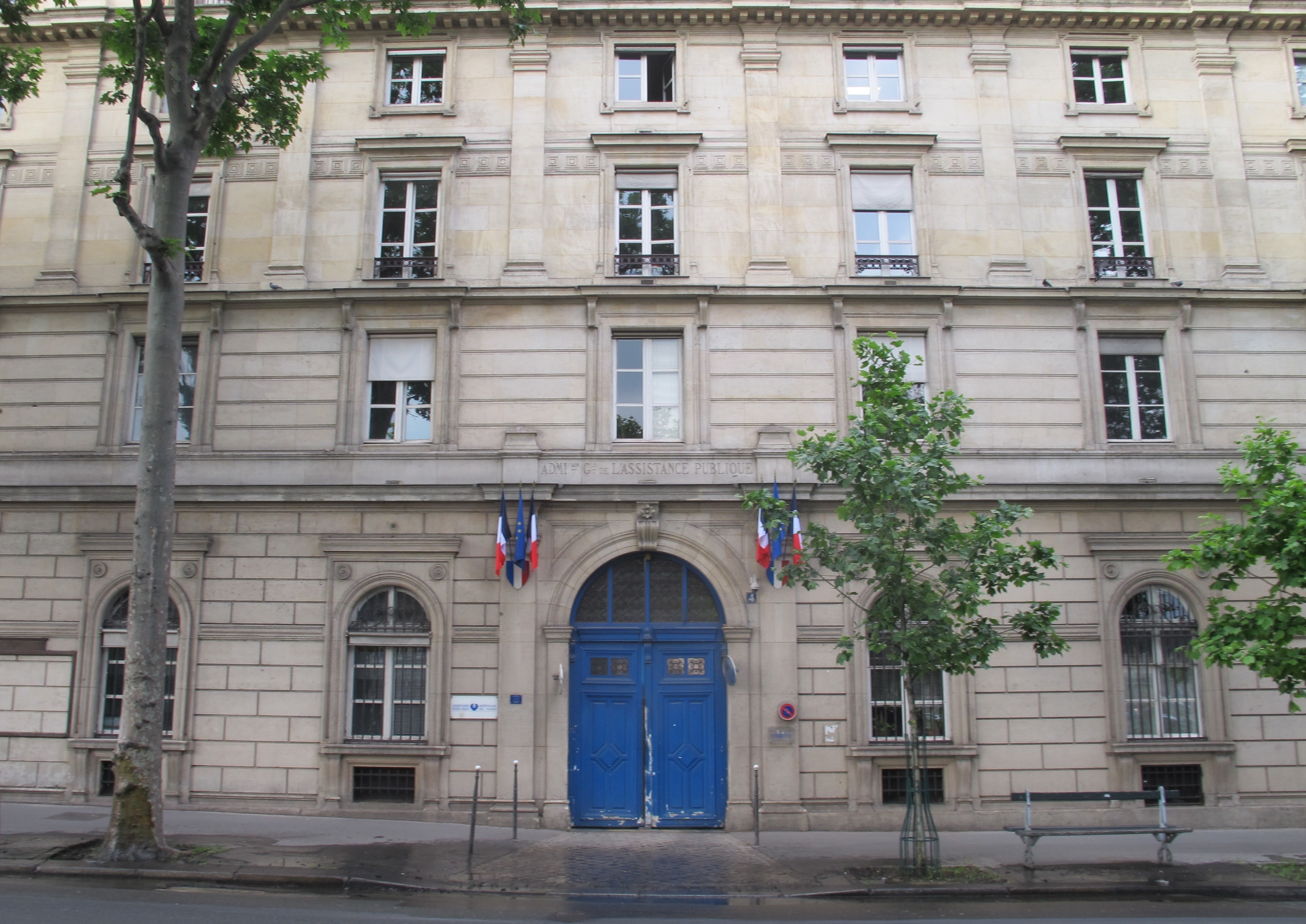
No 4.
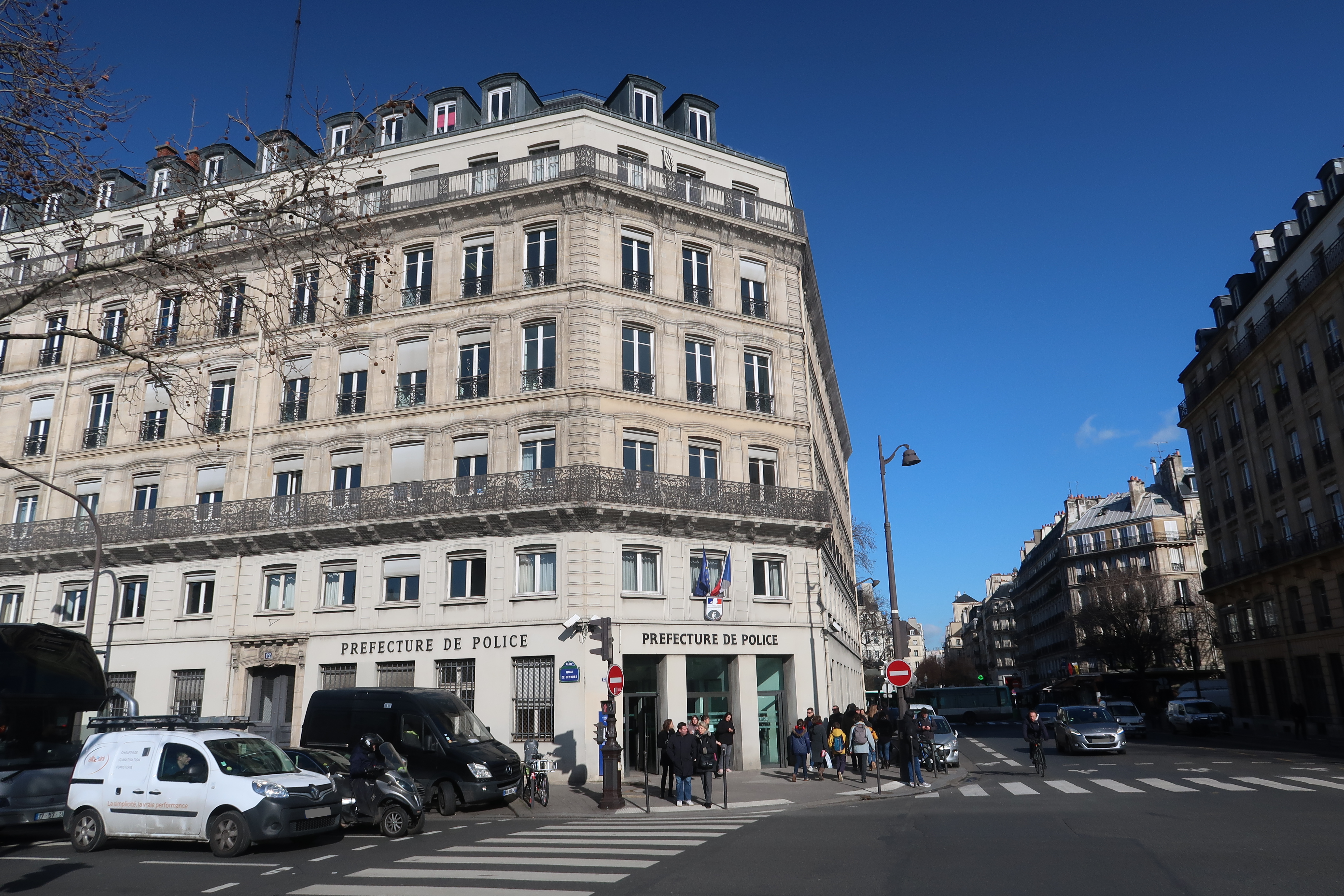
No 12.